# Eva Elstnerová
Eva Elstnerová (rozená Tomešová, 1904 Praha – 1983) byla česká sportovkyně, řidička a cestovatelka, feministka, fotografka, kameramanka, průkopnice zastoupení žen v automobilismu. Se svým manželem Františkem Alexandrem Elstnerem absolvovali ve 20. a 30. letech 20. století celou řadu cestovatelských motoristických výprav po Evropě, Africe, Severní a Jižní Americe kde fungovala jako druhá řidička expedičních vozů a účastnila se rovněž několika závodních jízd. Patřila k nejzcestovalejším Čechoslovenkám své doby.

## Život

### Mládí
Narodila se v Praze v české rodině. V mládí vstoupila do tehdy relativně mladé a velmi rychle se rozvíjející skautské organizace, kde nejspíše poprvé potkala svého budoucího manžela, Františka Alexandera Elstnera. Ten ve Skautu působil jako vedoucí a organizátor skautských aktivit, absolvoval mj. roku 1922 jako první Čechoslovák Wood Badge kurz v Londýně. Sňatek uzavřeli roku 1925, svatební cestu strávili na Podkarpatské Rusi, kde Elstner dříve působil jako dobrovolník Československého červeného kříže. Společně pak žili v domě ve Staré Boleslavi, kde Elstner působil jako učitel, a narodil se jim syn René.
Elstner byl rovněž nadšeným motoristou a autorem cestopisů, přispíval mj. do motoristických magazínů. V roce 1926 mu poskytla redakce Motor Revue půjčku a on zakoupil vysněný motocykl AJS, na nějž by jeho učitelský plat nestačil. S tímto strojem opatřeným přívěsným vozíkem pak manželé Elstnerovi během letních prázdnin procestovali značnou část Evropy.
Eva byla držitelkou řidičského průkazu a následně začala na cestách působit též jako řidička a rovnocenná členka výprav. Během cest pořizovala množství fotografií a filmů, které následně s manželem využívali během pořádaných cestopisných přednášek. S manželem byli členy Československého autoklubu.

## Dálkové jízdy Elstnerových

### První velká cesta
V roce 1932 se vedení firmy Aero rozhodlo prověřit kvality svého nového modelu Aero 500 v zátěžovém testu, jehož běžnou formou tehdy byla dálková jízda. Jako testovací jezdec byl vybrán právě Elstner, tou dobou již známý motoristický propagátor, a trasa vedla „jen“ Evropou – skrze Alpy do nejjižnějšího cípu Jugoslávie – ke Skadarskému jezeru ležícímu na hranicích s Albánií a poté přes Bosnu a Hercegovinu zpět. Běžná jízda Evropou jako zátěžový test může znít možná úsměvně, ovšem jen do chvíle, než si uvědomíte, že tehdejšími Alpami nevedly žádné dálniční tunely, Jugoslávií nevedly prakticky žádné slušné silnice, a že Aero 500 byl jednoválec o objemu motoru 499 cm3, do nějž se navíc museli naskládat tři lidé – Elstner, jeho manželka a vytáhlý student Vratislav Židlický (zahraniční zpravodaj předválečného i poválečného Junáka). Malé auto i posádka se v červencových vedrech prokousali trasou dlouhou přes 3 300 km včetně prudkých alpských stoupání a děravých balkánských cest – český automobil i český cestovatel prokázali, že jsou schopni vydržet i velmi náročné podmínky.

### Africké cesty

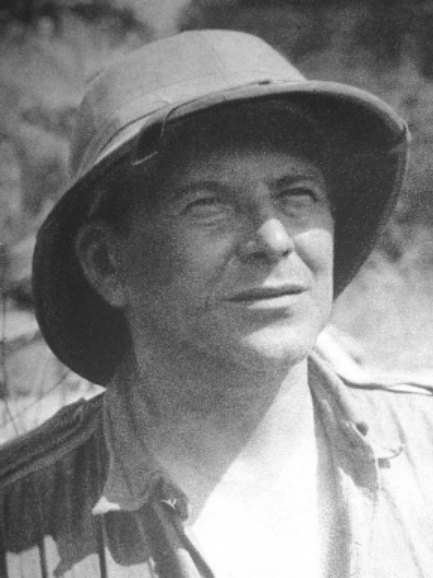
Manžel František Alexander Elstner

Cesta na Balkán byla ovšem jen jakýsi závdavek. F. A. Elstner byl rozhodnut dokázat, že Aero vydrží ještě mnohem více. V roce 1933 naplánovali výpravu AeroSpExOr (Aero Sportovní Expedice Orientem) přes Itálii, Sicílii, Libyi, kde se stáčela zpět a přes Tunisko, Alžírsko, Maroko a Španělsko, odkud přibližně 14 000 km dlouhá trasa zavedla pět mužů, jednu ženu a tři (již dvouválcová) Aera 662 zpět do Prahy. Další rok se opakovala jízda tou samou oblastí, i když v mírně modifikované podobě co se týče itineráře a ve výrazně modifikované podobě, co se týče posádek a automobilů. Vozový park tvořily čtyři Aera 1000, dvoutakty s litrovým objemem motoru. Mnohem exotičtější však byly posádky „Modrého týmu“, jak se expedice nazývala. Tvořilo je totiž šest žen, významných českých motoristek a jen jedna posádka byla mužská. Kromě faktu, že trasa vedoucí z Marseille do Alžíru, z něj dále do Oranu, přes Atlas do Fèsu, Casablanky a Marrákeše měřila celých 17 600 km, hrál významnou roli při její propagaci právě fakt, že takto dlouhou cestu zvládly příslušnice něžného pohlaví (téměř) bez mužské pomoci. Na samotné organizaci a přípravách Modrého týmu se podílela též automobilistka Eliška Junková.

### Evropské a americké cesty

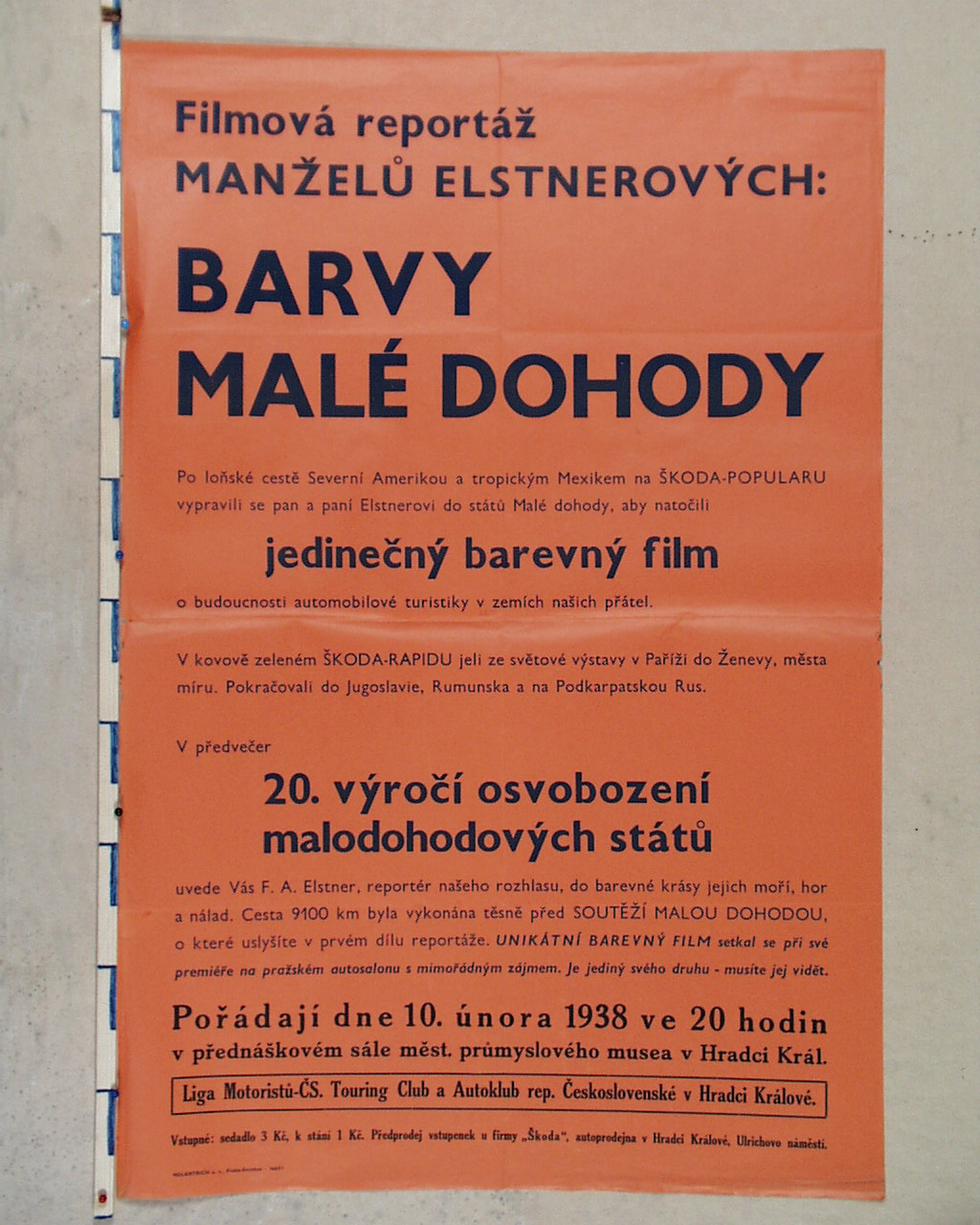
Plakát na promítání filmu z cest v muzeu v Hradci Králové

Po zdolání Severní Afriky se zraky Elstnerových upřely na západ. Nejprve následoval v létě 1934 „kratičký výlet“ do Anglie a Skotska. Nové Aero 30 pojalo dokonce pět pasažérů a 7 500 km dlouhá cesta po upravených evropských silnicích představovala oproti africkým putováním příjemný výlet k jezeru Loch Ness.
O rok později čekala Elstnerovy Severní Amerika, tentokrát již s novým vozem. Pro tříměsíční expedici po Spojených státech a Mexiku nazvanou 100 dní v malém voze byla tentokrát vybrána Škoda Popular. Během expedice prodělal vůz dopravní nehodu, ze které se Elstnerová po návratu delší dobu zotavovala. Rok po této 25 000 km dlouhé pouti se opět vydali starým kontinentem. Dalších deset tisíc kilometrů na tachometru Škody Rapid vedlo přes Balkán (Slovinsko, Chorvatsko, Srbsko) a Rumunsko až k Černému moři a odtud pak na sever, na Ukrajinu a přes Slovensko zpět domů. Rok po cestě Evropou nazvané „10 000 km Malou dohodou“ se Elstnerovi vrátili do Ameriky, tentokráte však jižní. Expedice „Napříč Argentinou“ byla poslední jízdou, kterou manželé Elstnerovi stihli uskutečnit předtím, než vypukla druhá světová válka. Škodu Popular si nechali dopravit lodí do Buenos Aires a odtud vyrazili na pouť až k hranicím s Bolívií a pak zpět přes Uruguay do Montevidea. Trasa měřila i s lodní a leteckou dopravou úctyhodných 36 000 km. Cesta zpět se nesla již v předzvěsti Mnichovské dohody, Elstnerovi dokonce nakonec ve spěchu nechali auto ve Francii.

## Všechny expedice Františka a Evy Elstnerových v datech

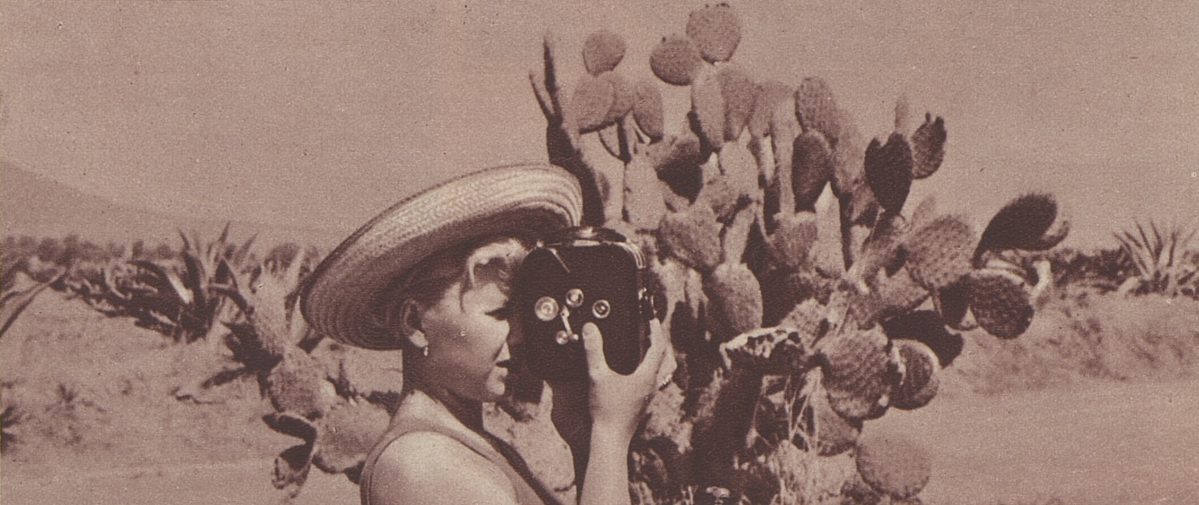
V Mexiku roku 1933

### 1932 Balkán
- vůz Aero 500 modrý, jednoválec, váha vozu 460 kg
- posádka F. A. Elstner, Eva Elstnerová, Vratislav Židlický
- červenec 1932, 3350 km za 21 dní

Trasa vedla z Prahy přes Rakouské Alpy do Štýrského Hradce, Terst, podél pobřeží Jugoslávie do Dubrovníku, Boka kotorská, Černá Hora ke hranicím Albánie u Skadarského jezera, zpět přes Sarajevo a Budapešť do Prahy.

### 1933 Aerospexor
- 3 vozy Aero 662
- modrý vůz: posádka F. A. Elstner a Eva Elstnerová
- bílý vůz: Jaroslav Doubek a pan Lovosický
- červený vůz: pan Petříček a pan Suda
- start 11. února 1933, návrat 25. března 1933, 14 000 km za 42 dní

Trasa vedla z Prahy přes Plzeň, Brenner, Bolzano, Verona, La Spezia, Livorno, Řím, Neapol, Messina, Siracusa, Tripoli, Misuráta, Murzuk, Tripoli, Tuggurt, Alžír, Oran, Fez, Casablanca, Marrákeš, Rabat, Tanger, Gibraltar, Cordóba, Madrid, Barcelona, Marseille, Bordighera, Janov, Brenner, Innsbruck, Folmava, Plzeň, Praha.

### 1934 Modrý team Aero
- 4 vozy Aero 1000 v modré barvě

#### Posádky
1. vůz F. A. Elstner a Ing. V. Židlický
2. vůz Eva Elstnerová a Ela Slavíková
3. vůz Zdeňka Veselá a Eliška "Eška" Kavalierová, spolumajitelka sklárny Kavalier
4. vůz Věra Vlčková a Helga Martenová

- start 24. února 1934, návrat 13. dubna 1934, 17 600 km

Trasa vedla z Prahy přes Norimberk, Lyon, Marseille, lodí do Alžíru, Oran, Udžda v Maroku, Fes, Settat, přes Vysoký Atlas do Tiznitu a Agadiru, Marrákeš, Casablanca, Rabat, Ceuta, přes Gibraltarskou úžinu do Cádizu, Sevilla, Cordóba, Madrid, Burgos, Bilbao, Bordeaux, Tours, Paříž, Štrasburk, Norimberk, Praha.

### 1934 Anglie a Skotsko
- vůz Aero 30
- posádka F. A. Elstner a Eva Elstnerová
- fotoreportér p. Alexander Paul a dva kamarádi Miloš Bloch a Jaroslava Sedláková

Trasa z Prahy přes Německo a Belgii do Doveru, přes Londýn a Birmingham do Skotska, Aberdeen a Inverness k jezeru Loch Ness, dva dni u jezera, zpět přes Glasgow a Londýn do Doveru a přes Holandsko a Německo do Prahy.

### 1936 Severní Amerika a Mexiko, 25 000 km za 100 dní
- vůz Škoda Popular stříbrný
- F. A. Elstner a Eva Elstnerová

Trasa vedla přes místa: Praha, Drážďany, Berlín, Hamburk, lodí do New Yorku, Philadelphia, Baltimore, Washington, Roanoke, Knoxsville, Nashville, Memphis, Dallas, San Antonio, Laredo v Mexiku, Monterrey, Victoria, Tamazunchale, Mexico, Puebla, Oaxaca a zpět do Spojených států přes Laredo, Spofford, Pecos, El Paso, Tucson, Arizona City, San Diego, Los Angeles, San Francisco, Reno, Salt Lake City, Cheyenne, Denver, Columbus, Omaha, Chicago, Toledo, Cleveland, Buffalo a New York, lodí zpět do Evropy, Cherbourg, Nantes, Bordeaux, Madrid, Barcelona, Marseille, Stuttgart, Norimberk, Praha - celkem 98 dní při průměru 530 km denně během jízdy.

### 1937 Jihovýchodní Evropou
- vůz Škoda Rapid
- F. A. Elstner a Eva Elstnerová

Trasa vedla z Prahy přes Vídeň, Graz, Split, Dubrovník, Bělehrad a do Rumunska - Craiova, Bukurešť, Konstanța u Černého moře, zpět Brašov, Sibiu, Kluž, Satu Mare, v Maďarsku Debrecín, Budapešť, Praha.

### 1938 Jižní Amerika – Argentina
- vůz Škoda Popular
- F. A. Elstner a Eva Elstnerová, později Francisko Lhota

Trasa vedla z Prahy přes Janov, lodí přes Santos v Brazílii do Buenos Aires, Rosário, Cordoba, Tucumán, Campo Santo, Ledesma, Salta, Concepción, La Rioja, Rosário, Buenos Aires, v Uruguayi Colonia a Montevideo, lodí do Bordeaux, vlakem do Paříže a letecky do Prahy.

## Po roce 1938
Roku 1939 utrpěla druhou těžkou dopravní nehodu. S Františkem Alexanderem Elstnerem se v období Protektorátu Čechy a Morava rozvedla. Jejich syn René vyjel s otcem na jeho poválečnou jízdu vozem Aero Minor II z Alžíru až do Cotonou v Guinejském zálivu. Další cestovatelské výpravy byly po komunistickém převratu v roce 1948 vzhledem k politickému klimatu a počínající studené válce více méně znemožněny.
Zemřela roku 1983 a byla pohřbena na Vinohradském hřbitově.